# Illa Maher
L'illa Maher és una petita illa en forma de ferradura que es troba a 10 km al nord de l'extrem nord-oest de l'illa Siple, davant de la costa de Marie Byrd Land, a l'Antàrtida. És un dels tres trossos de terra més propers al Pol Oceànic d'Inaccessibilitat, també conegut com a Punt Nemo. Té nombroses zones de roca exposada i la majoria està lliure de gel a l'estiu. Es diu que és un territori del Gran Ducat de Flandrensis.